# Palearktikus faunatartomány

Palearktikus faunatartomány

A palearktikus faunatartomány (Palearktisz) a holarktikus faunaterület egyik, Eurázsia északi részét és Észak-Afrikát (a Szaharát, a Nílus völgyét és a Földközi-tenger partvidékét) felölelő tartománya.

## Állatvilága
Rovarvilága igen gazdag, bár a fajok kisebbek és nem is annyira színesek, mint a trópusokon.
A földigiliszta-alkatúak (Lumbricina) alrendjében döntő túlsúlyban vannak a földigiliszta-félék (Lumbricidae) családjának tagjai; Észak-Amerikában (tehát a nearktikus faunatartományban) e családnak mindössze két neme (Eisenoides és Bimastos) őshonos.
A halak (Pisces) és a kétéltűek (Amphibia) csoportja egyaránt meglehetősen fajszegény.
A hüllők közül mindössze két rend képviselteti magát:
- teknősök (Testudines, kevés fajjal) és
- pikkelyes hüllők (Squamata)

Utóbbi csoportban a gyíkok (Lacertilia) többsége három családból kerül ki:
- nyakörvös gyíkfélék (Lacertidae),
- agámafélék (Agamidae)
- vakondgyíkfélék (Scincidae)

A kígyók (Serpentes) jórészt két családba:
- a viperafélék (Viperidae) és
- a siklófélék (Colubridae)

sorolják. 
A faunatartományban endemikus madárrend nincs. Egyetlen endemikus madárcsaládja a szürkebegyféléké (Prunellidae). Az énekesek (Passeriformes) többsége a poszátafélékhez (Sylviidae) vagy a rigófélékhez (Turdidae) tartozik. A sztyeppék jellegzetes madarai:
- túzok (Otis tarda),
- nyílfarkú pusztatyúk (Pterocles alchata),
- fogoly (Perdix perdix),
- fürj (Coturnix coturnix).

Az emlősök (Mammalia)közül csak a méhlepényesek (Placentalia) fordulnak elő. Endemikus emlősrend nincs. Endemikus emlőscsaládok:
Az alosztályág jellemző taxonjai:
- a nyúlalakúak (Lagomorpha) rendjéből:
  - †Prolagidae család

- a cickányalakúak (Soricomorpha) rendjéből:
  - vakond (Talpa),
  - vízicickány (Neomys),
  - pézsmacickány (Desmana).

- a rágcsálók (Rodentia) rendjéből:
  - földikutyafélék családja (Spalacidae),
  - Calomyscinae családn
  - a pelefélék (Gliridae) családjában:
    - a sivatagi pelék (Leithiinae) alcsaládja és több további nem:
      - Glis,
      - Muscardinus,
      - hörcsög (Cricetus),
      - csíkos egér (Sicista) stb.

- a ragadozók (Carnivora) rendjéből:
  - macskamedvefélék (Ailuridae) családja és néhány további faj:

- -     -       -         - borz (Meles meles),
        - közönséges hiúz (Lynx lynx),
        - vadmacska (Felis sylvestris).

A patások közül csaknem endemikus a teve (Camelus). Valóban bennszülött nemek, illetve fajok:
- őz (Carpeolus),
- dámvad (Dama),
  - szikaszarvas (Cervus nippon),
  - szajga antilop (Saiga tatarica),
  - golyvás gazella (Procapra gutturosa)
  - jak (Poëphagus grunniens, Bos grunniens) stb.

## Részterületei
A faunatartomány felosztása vitatott. Egyes szerzők hat faunavidékre osztják:
- euro-turáni faunavidék,
- mediterrán faunavidék,
- szibériai faunavidék,
- belső-ázsiai faunavidék,
- tibeti faunavidék,
- kelet-ázsiai faunavidék,

Egy másik, erősen Európa-központú felosztás négy faunavidéket nevez meg, az előző rendszerétől némileg eltérő határokkal:
- Nyugat-Palearktisz,
- euro-turáni faunavidék,
- mediterrán faunavidék,
- Kelet-Palearktisz,

Ebben a rendszerben az euro-turáni faunavidéket hét faunakerületre tagolják:
- balti faunakerület
- atlanti faunakerület
- alpesi faunakerület
- közép-dunai faunakerület
- szarmata faunakerület
- pontusi faunakerület
- turáni faunakerület

A Kárpát-medence gyakorlatilag az euro-turáni faunavidék közép-dunai faunakerülete.